# Meioneta imitata
Meioneta imitata är en spindelart som beskrevs av Chamberlin och Ivie 1944. Meioneta imitata ingår i släktet Meioneta och familjen täckvävarspindlar. Inga underarter finns listade i Catalogue of Life.